# Bhairab (Bangladesh)
Bhairab (em bengali:  ভৈরব ) é uma upazila (subdistrito) da zila (distrito)  de Kishoreganj, situada na divisão de Daca, em Bangladexe.